# Konrad II Bawarski
Konrad II także Konrad Dziecię (ur. we wrześniu lub październiku 1052 r. zapewne w Ratyzbonie; zm. 10 kwietnia 1055 r. w Ratyzbonie) – książę bawarski w latach 1054–1055.
Konrad był drugim synem cesarza Henryka III i jego drugiej żony Agnieszki z Poitou.
Jego brat cesarz Henryk IV przeniósł jego szczątki na zamek Harzburg, gdzie wiosną 1074 r. zostały sprofanowane.

## Literatura
- Black-Veldtrup Mechthild, Kaiserin Agnes (1043-1077) : Quellenkritische Studien. Köln (u.a.) : Böhlau, 1995.
- Boshof Egon, Die Salier. - Stuttgart (u.a.) : Kohlhammer, 2000.